# Przestrzeń barw

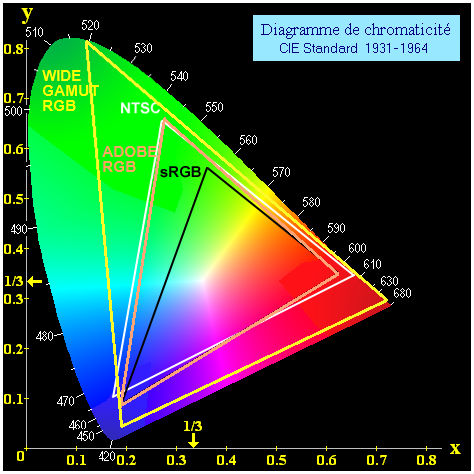
Popularne przestrzenie barw (tablica CIE 1931)

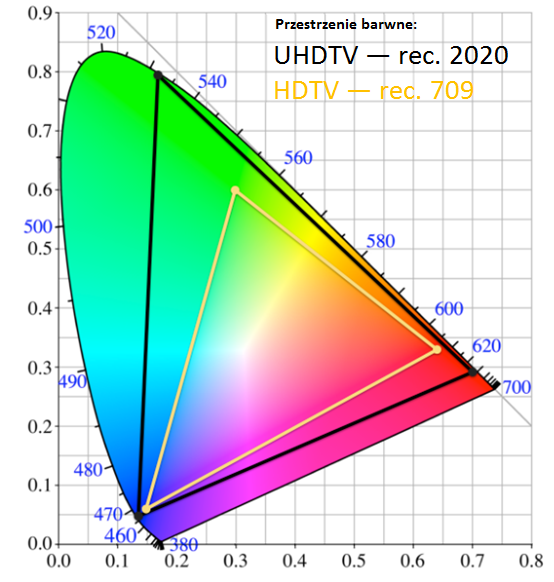
Standardy przestrzeni barw wprowadzone z 4K

Przestrzeń barw – widma fal elektromagnetycznych z zakresu od 380 do 780 nm (to znaczy światła widzialnego), których matematyczne modele są przedstawiane w trójwymiarowej przestrzeni barw. Dzięki tym modelom barwę można opisać nie tylko przez podanie jej widma, ale przez modele w różnym stopniu zbliżone do ludzkiej percepcji barwy, związanej z fizjologią oka ludzkiego, a szczególnie z występowaniem w siatkówce trzech rodzajów czopków. Najważniejsze przestrzenie barw ujęto w normach międzynarodowych. Stosuje się je w różnych dziedzinach przemysłu (farbiarskim, tekstylnym, spożywczym, fotograficznym).

## Modele
Istnieją różne modele przestrzeni barw, między innymi:
- RGB (oraz RGB z kanałem alfa)
- CMYK
- CIEXYZ (CIE1931)
- CIELab (CIE1976)
- CIELUV
- HSV oznaczane również jako HSB
- HSL, HSI
- YUV oraz YIQ
- Adobe RGB
- ProPhoto RGB(inne języki)

## Gamut
W grafice komputerowej i fotografii, gamut lub gamut kolorów to pewien kompletny podzbiór kolorów, dostępna gama barw. Najpopularniejsze użycie odnosi się do podzbioru kolorów, które można dokładnie odzwierciedlić w danych okolicznościach, na przykład w danej przestrzeni barw, jasności  lub za pomocą określonego urządzenia wyjściowego. 

Sposoby przedstawienia gamutu
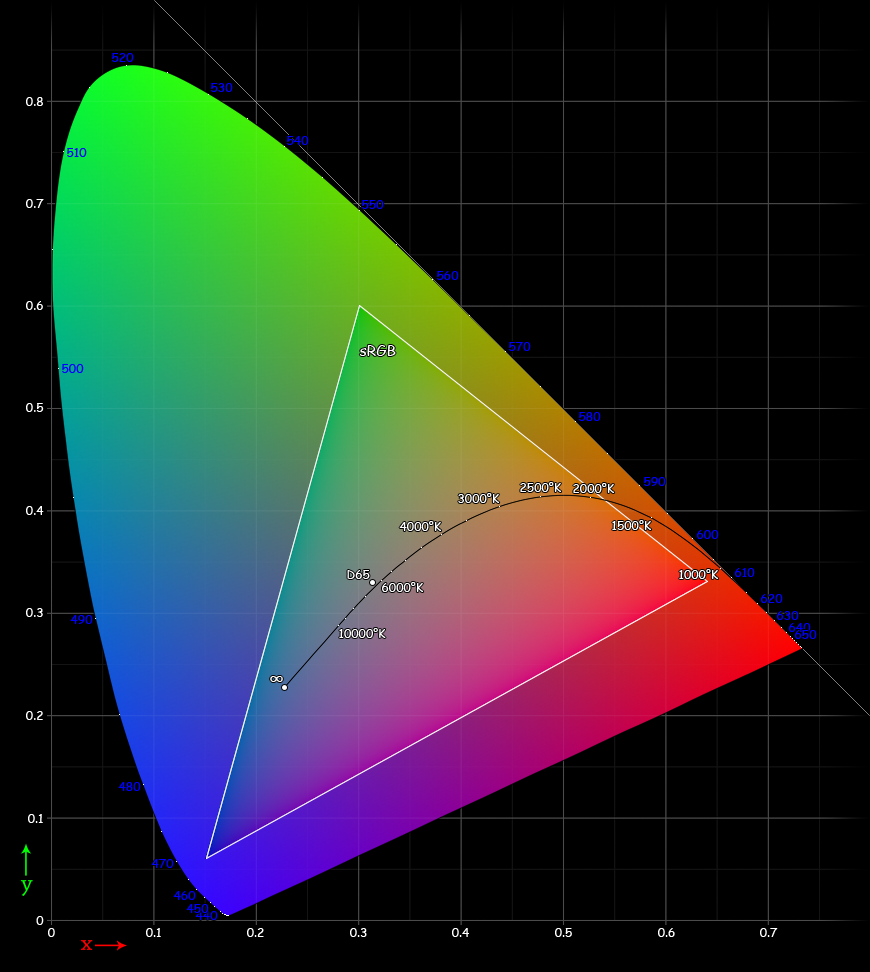
2D: sRGB gamut na tle diagramu chromatyczności CIE 1931
- Dostępna gama zależy od jasności; dlatego pełna gama musi być reprezentowana w przestrzeni 3D. Tutaj sRGB wewnątrz  CIExyY